# 寬尾獴屬
寬尾獴屬（學名Galidictis），食肉目獴科的一屬，生活在非洲馬達加斯加島上。